# Jean-Sébastien Ferjou
Jean-Sébastien Ferjou, né le 2 juillet 1972 à Parthenay (Deux-Sèvres), est un journaliste français. Il travaille à LCI de 1997 à 2001 avant de rejoindre l'équipe de l'émission Sept à huit diffusée sur TF1 comme rédacteur en chef adjoint. Il est un des fondateurs et le directeur de la publication du site d'information Atlantico depuis son lancement en février 2011.

## Biographie

### Parcours professionnel
Jean-Sébastien Ferjou obtient un diplôme de Sciences Po Paris en 1994, section service public. Il est ensuite major de promotion du DESS de géopolitique européenne dirigé par la philosophe Chantal Delsol au Centre d'études européennes de l'université de Marne-la-Vallée.
Il commence à travailler comme journaliste à LCI en 1997 aux côtés de David Pujadas qui présente alors plusieurs émissions sur la chaîne dont le Grand Journal en quotidienne. C'est sur LCI qu'il rencontre Patrick Buisson, recruté sur la chaîne par Jean-Claude Dassier qui co-anime alors des émissions politiques - le club de l'opinion, 100 % politique avec David Pujadas.
Alors que David Pujadas quitte LCI pour aller présenter le 20h de France 2 en août 2001, Jean-Sébastien Ferjou rejoint l'équipe de Sept à huit produite par Emmanuel Chain en tant que rédacteur en chef adjoint,.
En 2008, il s'associe avec la productrice Simone Harari et Cathy Mespoulède. Ils produisent notamment une émission diffusée en prime time présentée par Élise Lucet sur France 2 sur le défi du vieillissement de la population à nos 100 ans.
Jean-Sébastien Ferjou est à l'origine du lancement du site d'information Atlantico fondé aux côtés de Pierre Guyot, Loïc Rouvin et Igor Daguier. Le site est lancé le 28 février 2011 avec un budget d'un million d'euros. Il accepte les étiquettes accolées à Atlantico : de droite, libéral. « On peut avoir une sensibilité plus libérale ou plus conservatrice mais on veut assumer l'inconfort du réel. » Il vante l'absence de « grille idéologique préétablie. »
Depuis le lancement d'Atlantico, on le voit ou l'entend régulièrement sur les antennes de radio ou télé, notamment sur I-Télé où il participe à un duel hebdomadaire le vendredi soir animé par Antoine Genton. Après Claude Askolovitch et Clémentine Autain, c'est ensuite face à Virginie Martin du think tank Différent qu'il débat. Il participe également chaque semaine à l'émission de Patrick Poivre d'Arvor sur Radio Classique et régulièrement à l'émission Tirs croisés animée par Laurence Ferrari sur I-Télé. Il participe trés souvent à l'émission Face à l'Info sur CNews.

### Affaire Dominique Strauss-Kahn
Arnaud Dassier, ancien responsable de la campagne de Nicolas Sarkozy et actionnaire d'Atlantico a été le premier à retweeter le tweet d'un étudiant français de Sciences Po relayant les propos d'un ami en stage au Sofitel de New York. La thèse d'un complot fut accréditée par le fait que Tristane Banon faisait également partie des contributeurs bénévoles du site. Jean-Sébastien Ferjou rappelle au moment de l'affaire DSK qu'Atlantico avait relayé l'information comme tous les autres sites et a précisé qu'Arnaud Dassier était un actionnaire très minoritaire de la société. En revanche, Atlantico est le premier média français à publier les extraits de rapport de police new yorkais concernant l'arrestation de Dominique Strauss-Kahn.

### Affaire du « mur des cons »
En avril 2013, la publication sur le site d'information Atlantico d'un panneau intitulé le « mur des cons » sur lequel sont affichés les photos d'hommes politiques, intellectuels et journalistes majoritairement de droite, dans le local du Syndicat de la magistrature est vivement commentée dans la presse.
Invité sur le plateau du Grand Journal de Canal+ pour réagir à la publication de la vidéo du « mur des cons », Jean-Sébastien Ferjou avait mis en garde le Syndicat de la magistrature contre un « printemps des cons. »

### Affaire Patrick Buisson
La question des rapports de Jean-Sébastien Ferjou avec Patrick Buisson lui est régulièrement posée lors du scandale de la diffusion des enregistrements Buisson par Atlantico. Jean-Sébastien Ferjou rappelle qu'aucun des actionnaires d'Atlantico, parmi lesquels Marc Simoncini, Xavier Niel, Gérard Lignac ou Charles Beigbeder, ne connaît Patrick Buisson. Jean-Sébastien Ferjou prend ses distances, en 2013, avec Patrick Buisson après avoir eu conscience du « visage sombre » du conseiller maurrassien.
Vanessa Schneider et Ariane Chemin dans le Mauvais Génie (Fayard mars 2015) évoquent des conversations dont il aurait été témoin et lors desquelles Buisson ne montrait pas un grand respect pour l'ancien président de la République.

### Vie privée
Il est le fils de deux  professeurs d’espagnol, proches de Gérard de Villiers. Libération le décrit au printemps 2014 comme jeune marié et jeune papa.